# باشگاه فوتبال ماربیا
باشگاه فوتبال ماربیا (انگلیسی: Marbella FC) یک باشگاه فوتبال مستقر در ماربیا، اسپانیا است که در حال حاضر در پریمرا فدراسیون، سومین سطح لیگ فوتبال در این کشور به فعالیت می‌پردازد.
این باشگاه، بازی‌های خانگی خود را در زمین فوتبال داما د نوچه انجام می‌دهد که در حدود ۱۵۰۰ نفر ظرفیت دارد.

## تاریخچه
باشگاه یونیون دپورتیوا ماربیا در سال ۱۹۹۷ بلافاصله پس از انحلال اتلتیکو ماربیا تأسیس شد، که متعلق به خسوس ژیل، رئیس باشگاه فوتبال اتلتیکو مادرید بود. در فصل ۲۰۰۱-۲۰۰۰، این تیم در گروه خود در ترسرا دیویسیون اول شد اما در پلی‌آف‌های صعود به باشگاه فوتبال رئال بتیس بی باخت و در مقام دوم قرار گرفت. سپس برای اولین بار به کوپا دل ری راه یافت و در دور مقدماتی با نتیجه ۰–۱ در خانه به باشگاه ورزشی زافرا باخت. در سال ۲۰۰۳، بالاخره به سگوندا ویویسیون بی صعود کرد.
ماربیا در سپتامبر ۲۰۰۷ توسط بازرگانان ایان رادفورد و وین الیوت از گروه HI، یک شرکت بین‌المللی در زمینه ورزش، تفریح، املاک و سفر خریداری شد. در پلی‌آف‌های صعود سال ۲۰۰۹، این باشگاه برای اولین بار در پلی‌آف‌های صعود به سگوندا دیویسیون شرکت کرد و با نتیجه ۲–۱ به لورکا دپورتیوا باخت. در فصل ۲۰۱۰-۲۰۰۹، در رقابت‌های کوپا دل ری، این تیم به دور یک سی‌ودوم نهایی رسید و در مجموع با نتیجه ۸–۰ به اتلتیکو باخت؛ فصل ۲۰۱۰-۲۰۰۹ سگوندا دیویسیون بی پس از هفت سال با سقوط به یک رده پایین‌تر به پایان رسید.
در تاریخ ۲۸ ژوئن ۲۰۱۳، با توافق مالکیت روسی به ریاست الکساندر گرینبرگ، به منظور جذب هواداران خارجی بیشتر نام باشگاه به باشگاه فوتبال ماربیا تغییر یافت. در پایان ۲۰۱۴-۲۰۱۳ ترسرا فدراسیون، این تیم با پیروزی ۳–۲ در مجموع مقابل باشگاه ورزشی الدنسه پس از وقت اضافی در پلی‌آف‌های صعود، چهار سال حضور خود در سطح چهارم را به پایان رساند. با قرار گرفتن در مقام دوم در فصل ۲۰۱۸-۲۰۱۷ سگوندا دیویسیون بی، ماربیا در پلی‌آف‌های صعود سال ۲۰۱۸ شرکت کرد و در دور اول در ضربات پنالتی به باشگاه فوتبال سلتاویگو بی باخت.
گرینبرگ در نوامبر ۲۰۱۸ باشگاه را به سرمایه‌گذار چینی ژائو ژن فروخت. در ۲۰۲۰-۲۰۱۹، تیم دوباره در مقام دوم قرار گرفت و به پلی‌آف‌ها راه یافت، جایی که تمام بازی‌ها به دلیل دنیاگیری کووید-۱۹ در منطقه‌ای به صورت متمرکز برگزار شد. با این حال، آن‌ها در دور اول با نتیجه ۲–۰ به باشگاه فوتبال پنیا دپورتیوا باختند.  بازسازی ساختار لیگ به این معنی بود که ماربیا از آخرین فصل سگوندا دیویسیون بی در سال ۲۰۲۱ سقوط کند و به سطح پنجم، ترسرا فدراسیون برسد.
پس از دو سال در سطح پنجم، ماربیا در آوریل ۲۰۲۳ به عنوان قهرمان گروه خود از ترسرا دیویسیون صعود کرد. در مراسم جشن صعود، دروازه‌بان این تیم، آلبرتو له‌خارگا این مناسبت را با آشکارسازی هویت جنسی‌اش به عنوان گی جشن گرفت.
فصل اول ماربیا در سگوندا فدراسیون با موفقیت به پایان رسید و در ژوئن ۲۰۲۴ به پریمرا فدراسیون صعود کرد. آن‌ها باشگاه فوتبال ختافه بی و سپس باشگاه ورزشی لوگرونس را در دو بازی پلی‌آف دو مرحله‌ای شکست دادند. پس از صعود، اعلام شد که هافبک معروف برزیلی، کاسمیرو در باشگاه سرمایه‌گذاری خواهد کرد.

### عملکرد کلی
باشگاه فوتبال ماربیا در تاریخ خود (از سال ۱۹۹۷ تاکنون) عملکرد زیر را ثبت کرده است:
- ۱ فصل را در پریمرا فدراسیون گذرانده است.
- ۱۳ فصل را در سگوندا دیویسیون بی گذرانده است.
- ۱ فصل را در سگوندا فدراسیون گذرانده است.
- ۹ فصل را در ترسرا دیویسیون گذرانده است.
- ۲ فصل را در ترسرا فدراسیون گذرانده است.

### پیشینه باشگاه
- اتلتیکو ماربیا: ۱۹۴۷–۱۹۹۷
- باشگاه ورزشی ماربیا: ۱۹۹۷–۲۰۱۳
- باشگاه فوتبال ماربیا: ۲۰۱۳–اکنون